# بيريبيتاس
البيريبيتاس (بالإنجليزية: Peripatus)‏ هي جنس مما يعرف بذوات المخالب (Onychophora) من الديدان المخملية(velvet worms).
لديها جسم ناعم جدا ورأس يشبه رأس الحلزون وعشرات الأرجل، هي ليست حشرة كما أنها ليست دودة,هناك شيء مشترك بينهما فهي تسكن الغابات وحركتها بطيئة جداً ولكن هذا لا يعني أنها لا تستطيع الصيد بالعكس فلديها طريقة مذهلة في السيطرة على فريستها. فهي تقذف فريستها بسائل لزج شفاف تطلقه من جانب فمها وهذا السائل يتصلب بمجرد ملامسته للهواءو هذا يعني حبس الفريسة وجعلها عاجزة عن الحركة وعندها فقط تقوم بالاقتراب منها واكلها دون مقاومة.

## تطورها
هي حيوان لافقاري، قيل أنها كائن حي أحفوري إذ تبدو أعضاؤها الحية مشابهة لأنواع أحفورية تعود إلى 570 ميلليون سنة، ولأن هذه المجموعة تصنف بين مفصليات الأرجل(بما فيها القشريات والحشرات) والانسلاخيات البدائية مثل دب الماء بطيء المشي و شعب من الديدان البحرية والديدان الخيطية. وُصفت بيريبيتاس وسُميت لأول مرة من قبل لانسداون غيلدينغ (بالإنجليزية: Lansdown Guilding)‏؛ أحد رجال الدين الذين يعيشون في الجزيرة البركانية سانت فينسنت (في البحر الكاريبي)، والذي درس التاريخ الطبيعي للجزيرة. ثم في وقت لاحق، أجرى آرثر ديندي (بالإنجليزية: Arthur Dendy)‏ دراسات عنها في فيكتوريا، أستراليا.